# آیرم
آیرم (انگلیسی: Irem) شرکت بازی ویدئویی ژاپنی است، که در سال ۱۹۹۷ تأسیس شد.